# Barranca Prieta, delstaten Mexiko
Barranca Prieta är en ort i Mexiko, tillhörande Huehuetoca kommun i delstaten Mexiko. Barranca Prieta ligger i den centrala delen av landet och tillhör Mexico Citys storstadsområde. Orten hade 913 invånare vid folkmätningen 2010.